# NGC 829
NGC 829 je galaksija u zviježđu Kit.

## Vanjske poveznice
- SEDS: NGC 829